# COIN
COIN es una banda de pop rock estadounidense formada en 2012 en Nashville, Tennessee. Actualmente está compuesta por Chase Lawrence (vocalista y sintetizadores), Ryan Winnen (baterista), Joe Memmel (guitarrista y segundo vocalista) y Matt Martin (bajista).
La banda lanzó originalmente dos obras extendidas entre 2012 y 2013, tituladas «Saturdays» y «1992» respectivamente. Posteriormente, en 2015, obtuvieron reconocimiento con el lanzamiento de su primer sencillo, «Run», perteneciente al álbum homónimo, el cual fue oficialmente lanzado ese año por Columbia Records.
El grupo obtuvo un mayor éxito en 2016 con el primer sencillo, «Talk Too Much», del segundo álbum de estudio de la banda, «How Will You Know If You Never Try», que se lanzó el 21 de abril de 2017. Esa canción fue la primera obra de COIN que figuró en la lista de canciones alternativas de Billboard.

## Historia

### Formación
La banda fue formada en 2012 por Chase Lawrence, Ryan Winnen, Joe Memmel y Zach Dyke, todos estudiantes de la Universidad de Belmont. Lawrence y Memmel eran compañeros de clase que se sentaban uno al lado del otro en las clases de teoría musical. Después de que decidieron intentar escribir música juntos, Winnen y Dyke fueron presentados a través de amigos comunes. Luego, la banda decidió que necesitaban música grabada para que los promotores los reservaran para tocar en vivo, así que grabaron cuatro canciones en su escuela y las lanzaron de forma gratuita en internet. Cuando empezaron a tocar en programas locales en Nashville, la banda rápidamente atrajo a un público muy entusiasta y leal. Antes del lanzamiento de su álbum debut, lanzaron dos EPs; «Saturdays» a finales de 2012 y «1992» en 2013. La canción «Atlas» se lanzó como sencillo en agosto de 2013 a través del EP «1992». «Time Machine» fue lanzado como sencillo sin álbum en octubre de 2013. Tanto «Atlas» como «Time Machine» fueron luego regrabados y puestos en el álbum debut de la banda. En marzo de 2014, la banda lanzó una versión regrabada de su canción, «It's Okay», como un sencillo sin álbum.

### COIN(2015)
El grupo lanzó su sencillo «Run» a principios de 2015 y fue destacado por Billboard como «destinado a romper el molde en Nashville». La canción recibió, en general, críticas positivas. En el verano, la banda lanzó su álbum debut homónimo, el cual fue producido por Jay Joyce.

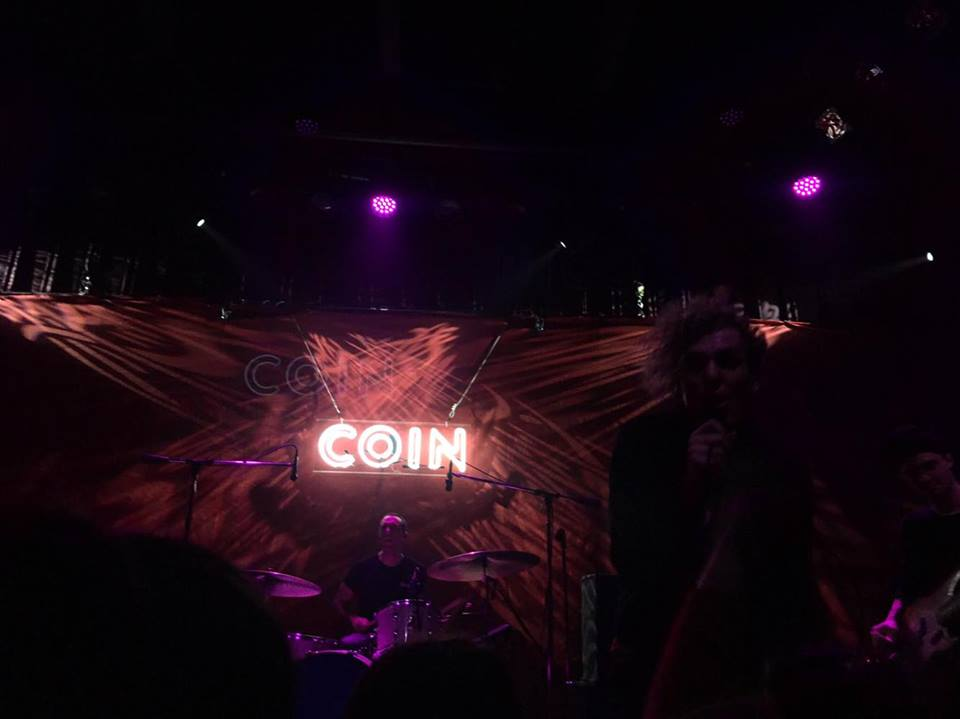
COIN actuando en Birmingham, 2017.

### How Will You Know If You Never Try(2016–2017)
Después de una gira para el lanzamiento de su primer álbum, la banda lanzó el primer sencillo de su segundo álbum en mayo de 2016, titulado «Talk Too Much». En febrero de 2017, la banda lanzó la canción «I Don't Wanna Dance» como el próximo sencillo de su siguiente álbum. En marzo de 2017, una versión regrabada de su canción «Malibu» de su EP «1992» se lanzó como el primer sencillo promocional, retitulado como «Malibu 1992». Dos semanas después, el 23 de marzo de 2017, el grupo anunció el título de su segundo álbum, «How Will You Know If You Never Try», que se lanzó el 21 de abril de 2017. Tras el anuncio del álbum, la banda lanzó el segundo sencillo promocional del álbum, «Feeling», el 31 de marzo de 2017.

## Miembros
Actuales
- Chase Lawrence — voz y sintetizadores (2012–presente)
- Ryan Winnen — batería (2012–presente)
- Joe Memmel — guitarra y coros (2012–presente)
- Matt Martin — bajo (2018–presente)

Retirados
- Zachary Dyke — bajo (2012–2018)

## Discografía
- COIN (2015)
- How Will You Know If You Never Try (2017)
- Dreamland (2020)
- Rainbow (2021)
- Uncanny Valley (2022)